# Navour-sur-Grosne
Navour-sur-Grosne is een fusiegemeente (commune nouvelle) in het Franse departement Saône-et-Loire (regio Bourgogne-Franche-Comté). De plaats maakt deel uit van het arrondissement Mâcon. Navour-sur-Grosne is op 1 januari 2019 ontstaan door de fusie van de gemeenten Brandon, Clermain en Montagny-sur-Grosne. De gemeente telde 658 inwoners op 1 januari 2022.

## Geografie
De oppervlakte van Navour-sur-Grosne bedroeg op 1 januari 2022 22,76 vierkante kilometer; de bevolkingsdichtheid was toen 28,9 inwoners per km². 

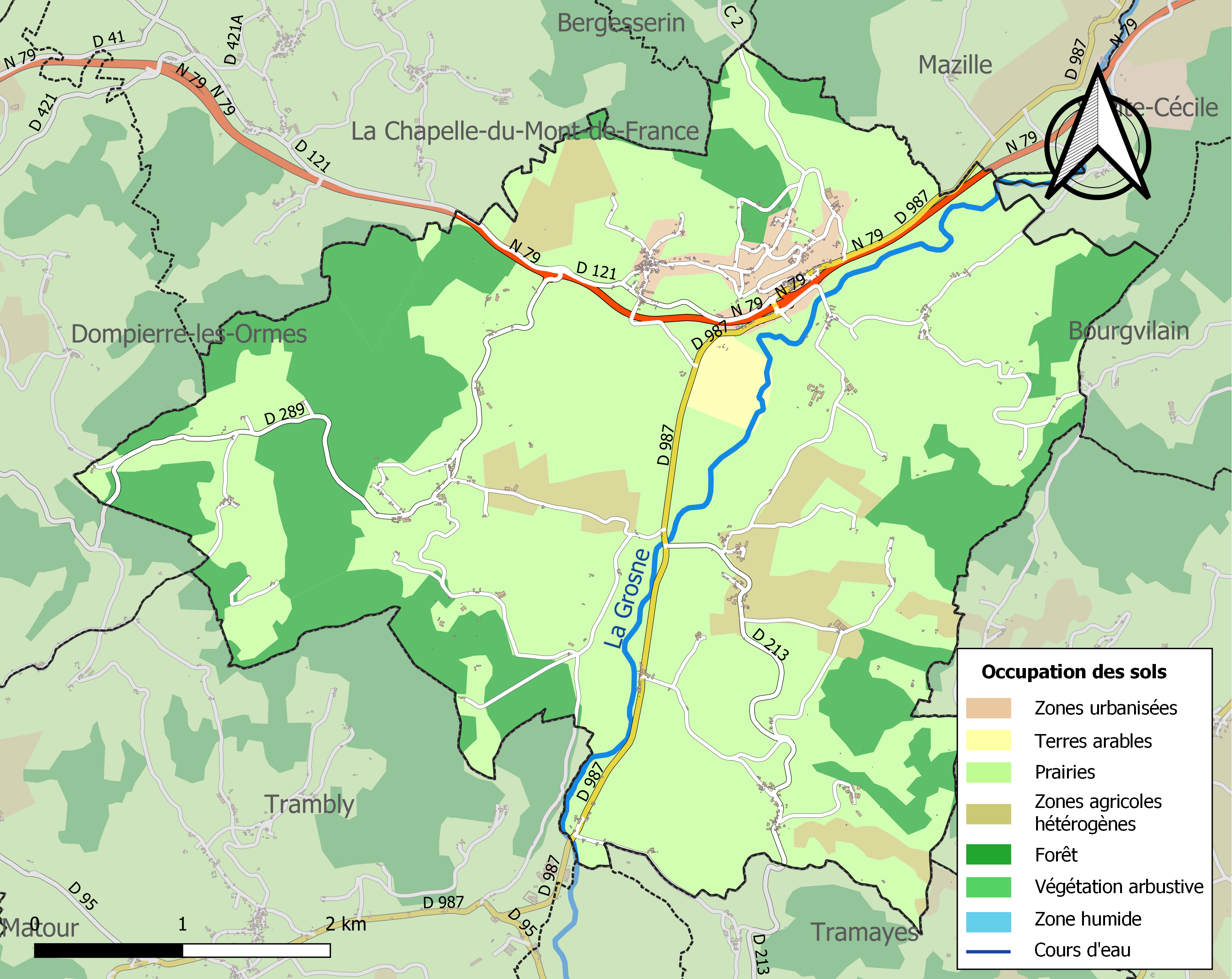
Kaart van de gemeente met de belangrijkste infrastructuur, bodemgebruik en omliggende gemeenten